# Masters de tennis féminin 2023
Le masters de tennis féminin est un tournoi de tennis professionnel. Il réunit, à la fin de la saison, les huit meilleures joueuses du classement WTA depuis le début de l'année. L'édition féminine 2023, classée en catégorie Masters, se déroule du 29 octobre au 6 novembre 2023. Elle est jouée pour la première fois à Cancún.

## Primes et points
| Tour                              | Prime            | Points |
| --------------------------------- | ---------------- | ------ |
| Victoire                          | RR + 3 505 000 $ | + 420  |
| Finale                            | RR + 1 180 000 $ | + 330  |
| Demi-finale                       | RR + 80 000 $    | –      |
| Poule (par match gagné)           | + 305 000 $      | + 125  |
| Poule (3 matchs joués)            | 305 000 $        | 375    |
| Pour chaque remplaçante           | $                | –      |
| Cumul pour la vainqueur invaincue | 4 725 000 $      | 1500   |

| Tour                                    | Prime          | Points |
| --------------------------------------- | -------------- | ------ |
| Victoire                                | RR + 700 000 $ | + 420  |
| Finale                                  | RR + 225 000 $ | + 330  |
| Demi-finale                             | RR + 15 000 $  | –      |
| Poule (par match gagné)                 | + 50 000 $     | + 125  |
| Poule (3 matchs joués)                  | 150 000 $      | 375    |
| Pour chaque équipe remplaçante          | $              | –      |
| Cumul pour l'équipe vainqueur invaincue | 1 000 000 $    | 1500   |

Source: (en) Tableaux officiels de la WTA : simple — double — qualifications [PDF].

## Faits marquants
L'organisation est critiquée par les joueuses. La localisation du tournoi a été choisie tardivement, ce qui n'a pas aidé le public à venir. Résultat : des tribunes dégarnies, et même vides pour certains matchs. De plus le court n'était pas parfait et les rebonds n'étaient pas toujours réguliers.
Pour ne rien arranger, la pluie s'invite et perturbe la programmation sur la fin de semaine. Le dernier match des poules en double opposant la paire Gauff/Pegula à Siegemund/Zvonareva ne pouvant se finir le vendredi, est programmé le samedi où seule une demi-finale de simple peut aller à son terme, et se déroule finalement le dimanche. En plus de la pluie, le vent se fait aussi sentir sur le court, donnant lieu à de nombreuses images "insolites", renforçant la consternation de l'ensemble de la communauté du tennis féminin. A l'issue du tournoi, le patron de la WTA Steve Simon est clairement mis en cause.
En raison du retard pris, les finales du simple et du double se tiennent finalement le lundi.

## Lauréates
La Polonaise Iga Świątek remporte son 1er Masters en dominant en finale l'Américaine Jessica Pegula. Il s'agit de son 6e titre de la saison. Elle en profite pour finir la saison au 1er rang mondial.
L'épreuve de double est remportée, également pour la 1re fois, par la paire germano-russe Laura Siegemund / Vera Zvonareva.

## Résultats en simple

### Participantes
| Ordre de qualification | Classement WTA Race | Points | Date de qualification | Meilleure performance | Joueuse             | Résultat   |
| ---------------------- | ------------------- | ------ | --------------------- | --------------------- | ------------------- | ---------- |
| 1                      | 1                   | 8 425  | 22 septembre 2023     | F (1)                 | Aryna Sabalenka     | DF (2V-2D) |
| 2                      | 2                   | 7 795  | 22 septembre 2023     | DF (1)                | Iga Świątek         | V (5V-0D)  |
| 3                      | 3                   | 5 955  | 22 septembre 2023     | RR (1)                | Coco Gauff          | DF (2V-2D) |
| 4                      | 4                   | 5 865  | 22 septembre 2023     | -                     | Elena Rybakina      | RR (1V-2D) |
| 5                      | 5                   | 4 895  | 3 octobre 2023        | RR (1)                | Jessica Pegula      | F (4V-1D)  |
| 6                      | 7                   | 3 671  | 6 octobre 2023        | -                     | Markéta Vondroušová | RR (0V-3D) |
| 7                      | 6                   | 3 695  | 6 octobre 2023        | RR (1)                | Ons Jabeur          | RR (1V-2D) |
| 8                      | 8                   | 3 650  | 6 octobre 2023        | -                     | Karolína Muchová    | Forfait    |
| 9                      | 9                   | 3 245  | 24 octobre 2023       | DF (2)                | María Sákkari       | RR (0V-3D) |

| Classement WTA Race | Joueuse            | Résultat |
| ------------------- | ------------------ | -------- |
| 10                  | Barbora Krejčíková | -        |

| Joueuse             | AS    | IS    | CG    | ER    | JP    | MV    | OJ    | MS    | % victoires | Saison  | Titres |
| ------------------- | ----- | ----- | ----- | ----- | ----- | ----- | ----- | ----- | ----------- | ------- | ------ |
| Aryna Sabalenka     |       | 3 - 5 | 2 - 4 | 4 - 2 | 4 - 1 | 4 - 2 | 4 - 2 | 6 - 3 | 58,7 %      | 54 - 12 | 3      |
| Iga Świątek         | 5 - 3 |       | 8 - 1 | 1 - 3 | 5 - 3 | 4 - 2 | 2 - 0 | 2 - 3 | 64,3 %      | 63 - 11 | 5      |
| Coco Gauff          | 4 - 2 | 1 - 8 |       | 1 - 0 | 1 - 2 | 3 - 2 | 2 - 0 | 3 - 4 | 45,4 %      | 49 - 13 | 4      |
| Elena Rybakina      | 2 - 4 | 3 - 1 | 0 - 1 |       | 1 - 2 | 2 - 3 | 1 - 1 | 1 - 1 | 43,5 %      | 46 - 13 | 2      |
| Jessica Pegula      | 1 - 4 | 3 - 5 | 2 - 1 | 2 - 1 |       | 2 - 4 | 0 - 1 | 4 - 5 | 40,0 %      | 55 - 17 | 2      |
| Ons Jabeur          | 2 - 4 | 2 - 4 | 2 - 3 | 3 - 2 | 4 - 2 |       | 3 - 4 | 2 - 2 | 46,1 %      | 34 - 15 | 2      |
| Markéta Vondroušová | 2 - 4 | 0 - 2 | 0 - 2 | 1 - 1 | 1 - 0 | 4 - 3 |       | 1 - 1 | 40,9 %      | 38 - 14 | 1      |
| María Sákkari       | 3 - 6 | 3 - 2 | 4 - 3 | 1 - 1 | 5 - 4 | 2 - 2 | 1 - 1 |       | 50,0 %      | 38 - 22 | 1      |

### Groupe Bacalar
- Aryna Sabalenka (no 1)
- Elena Rybakina (no 4)
- Jessica Pegula (no 5)
- María Sákkari (no 9)

#### Résultats
| Date            | Vainqueur       | Adversaire      | Score           | Durée      |
| --------------- | --------------- | --------------- | --------------- | ---------- |
| 29 octobre 2023 | Jessica Pegula  | Elena Rybakina  | 7-5, 6-2        | 1 h 23 min |
| 29 octobre 2023 | Aryna Sabalenka | María Sákkari   | 6-0, 6-1        | 1 h 14 min |
| 31 octobre 2023 | Jessica Pegula  | Aryna Sabalenka | 6-4, 6-3        | 1 h 28 min |
| 31 octobre 2023 | Elena Rybakina  | María Sákkari   | 6-0, 64-7, 7-62 | 2 h 24 min |
| 2 novembre 2023 | Jessica Pegula  | María Sákkari   | 6-3, 6-2        | 1 h 19 min |
| 2 novembre 2023 | Aryna Sabalenka | Elena Rybakina  | 6-2, 3-6, 6-3   | 2 h 27 min |

#### Classement
| Rang poule | Classement WTA Race | Joueuse         | Match(s) G-P | Set(s) G-P | Jeux G-P |
| ---------- | ------------------- | --------------- | ------------ | ---------- | -------- |
| 1          | 5                   | Jessica Pegula  | 3-0          | 6-0        | 37-19    |
| 2          | 1                   | Aryna Sabalenka | 2-1          | 4-3        | 34-24    |
| 3          | 4                   | Elena Rybakina  | 1-2          | 3-5        | 37-41    |
| 4          | 9                   | María Sákkari   | 0-3          | 1-6        | 19-43    |

### Groupe Chetumal
- Iga Świątek (no 2)
- Coco Gauff (no 3)
- Ons Jabeur (no 6)
- Markéta Vondroušová (no 7)

#### Résultats
| Date              | Vainqueur   | Adversaire          | Score        | Durée      |
| ----------------- | ----------- | ------------------- | ------------ | ---------- |
| 30 octobre 2023   | Iga Świątek | Markéta Vondroušová | 7-63, 6-0    | 1 h 39 min |
| 30 octobre 2023   | Coco Gauff  | Ons Jabeur          | 6-0, 6-1     | 57 min     |
| 1er novembre 2023 | Iga Świątek | Coco Gauff          | 6-0, 7-5     | 1 h 29 min |
| 1er novembre 2023 | Ons Jabeur  | Markéta Vondroušová | 6-4, 6-3     | 1 h 29 min |
| 3 novembre 2023   | Iga Świątek | Ons Jabeur          | 6-1, 6-2     | 1 h 7 min  |
| 3 novembre 2023   | Coco Gauff  | Markéta Vondroušová | 5-7,7-6, 6-3 | 2 h 28 min |

#### Classement
| Rang poule | Classement WTA Race | Joueuse             | Match(s) G-P | Set(s) G-P | Jeux G-P |
| ---------- | ------------------- | ------------------- | ------------ | ---------- | -------- |
| 1          | 2                   | Iga Świątek         | 3-0          | 6-0        | 38-14    |
| 2          | 3                   | Coco Gauff          | 2-1          | 4-3        | 35-30    |
| 3          | 6                   | Ons Jabeur          | 1-2          | 2-4        | 16-31    |
| 4          | 7                   | Markéta Vondroušová | 0-3          | 1-6        | 29-43    |

### Tableau final
|  |                 |                 |            |            |                 |                 |            |             |            |        |        |        |
|  | 1/2 finale      | 1/2 finale      | 1/2 finale | 1/2 finale | 1/2 finale      |                 |            | Finale      | Finale     | Finale | Finale | Finale |
|  | 4 novembre 2023 | 4 novembre 2023 | 1 h 0 min  | 1 h 0 min  | 1 h 0 min       |                 |            |             |            |        |        |        |
|  | 4 novembre 2023 | 4 novembre 2023 | 1 h 0 min  | 1 h 0 min  | 1 h 0 min       |                 |            |             |            |        |        |        |
|  | Jessica Pegula  | (5)             | 6          | 6          |                 |                 |            |             |            |        |        |        |
|  | Jessica Pegula  | (5)             | 6          | 6          | 6 novembre 2023 | 6 novembre 2023 | 0 h 59 min | 0 h 59 min  | 0 h 59 min |        |        |        |
|  | Coco Gauff      | (3)             | 2          | 1          | 6 novembre 2023 | 6 novembre 2023 | 0 h 59 min | 0 h 59 min  | 0 h 59 min |        |        |        |
|  | Coco Gauff      | (3)             | 2          | 1          | Jessica Pegula  | (5)             | 1          | 0           |            |        |        |        |
|  | 5 novembre 2023 | 5 novembre 2023 | 1 h 36 min | 1 h 36 min | 1 h 36 min      | (5)             | 1          | 0           |            |        |        |        |
|  | 5 novembre 2023 | 5 novembre 2023 | 1 h 36 min | 1 h 36 min | 1 h 36 min      |                 |            | Iga Świątek | (2)        | 6      | 6      |        |
|  | Aryna Sabalenka | (1)             | 3          | 2          |                 |                 |            | Iga Świątek | (2)        | 6      | 6      |        |
|  | Aryna Sabalenka | (1)             | 3          | 2          |                 |                 |            |             |            |        |        |        |
|  | Iga Świątek     | (2)             | 6          | 6          |                 |                 |            |             |            |        |        |        |
|  | Iga Świątek     | (2)             | 6          | 6          |                 |                 |            |             |            |        |        |        |

### Classement final
| Résultat       | Classement WTA Race | Joueuse             | Match(s) G-P | Set(s) G-P | Jeux G-P | Points gagnés | Nouveau rang |
| -------------- | ------------------- | ------------------- | ------------ | ---------- | -------- | ------------- | ------------ |
| Vainqueur      | 2                   | Iga Świątek         | 5-0          | 10-0       | 62-20    | 1500          | 1            |
| Finaliste      | 5                   | Jessica Pegula      | 4-1          | 8-2        | 50-32    | 1080          | 5            |
| Demi-finaliste | 1                   | Aryna Sabalenka     | 2-2          | 4-5        | 39-36    | 625           | 2            |
| Demi-finaliste | 3                   | Coco Gauff          | 2-2          | 4-5        | 38-42    | 625           | 3            |
| Poule          | 4                   | Elena Rybakina      | 1-2          | 3-5        | 37-41    | 500           | 4            |
| Poule          | 7                   | Ons Jabeur          | 1-2          | 2-4        | 16-31    | 500           | 6            |
| Poule          | 6                   | Markéta Vondroušová | 0-3          | 1-6        | 29-43    | 375           | 7            |
| Poule          | 9                   | María Sákkari       | 0-3          | 1-6        | 19-43    | 375           | 9            |

## Résultats en double

### Parcours
| Ordre de qualification | Classement WTA Race | Date de qualification | Meilleure performance | Équipe                                | Points | Saison (titres) | Résultat |
| ---------------------- | ------------------- | --------------------- | --------------------- | ------------------------------------- | ------ | --------------- | -------- |
| 1                      | 1                   | 22 septembre 2023     | RR (1)                | Coco Gauff Jessica Pegula             | 375    | 2               | RR       |
| 2                      | 2                   | 2 octobre 2023        | - V (1)               | Storm Hunter Elise Mertens            | 750    | 2               | DF       |
| 3                      | 4                   | 4 octobre 2023        | V (1)                 | Barbora Krejčíková Kateřina Siniaková | 500    | 3               | RR       |
| 4                      | 5                   | 9 octobre 2023        | DF (1) DF (3)         | Desirae Krawczyk Demi Schuurs         | 375    | 2               | RR       |
| 5                      | 3                   | 9 octobre 2023        | DF (1)                | Shuko Aoyama Ena Shibahara            | 500    | 2               | RR       |
| 6                      | 7                   | 16 octobre 2023       | QF (2) -              | Gabriela Dabrowski Erin Routliffe     | 750    | 2               | DF       |
| 7                      | 8                   | 16 octobre 2023       | DF (1) -              | Nicole Melichar-Martinez Ellen Perez  | 955    | 0               | F        |
| 8                      | 6                   | 22 octobre 2023       | - DF (1)              | Laura Siegemund Vera Zvonareva        | 1375   | 3               | V        |

| Classement WTA Race | Équipe                                  | Résultat |
| ------------------- | --------------------------------------- | -------- |
| 22                  | Miriam Kolodziejová Markéta Vondroušová | -        |

### Groupe  Mahahual
- Coco Gauff
 Jessica Pegula (no 1)
- Barbora Krejčíková
 Kateřina Siniaková (no 4)
- Laura Siegemund
 Vera Zvonareva (no 6)
- Gabriela Dabrowski
 Erin Routliffe (no 7)

#### Résultats
| Date              | Vainqueur                             | Adversaire                            | Score            | Durée      |
| ----------------- | ------------------------------------- | ------------------------------------- | ---------------- | ---------- |
| 29 octobre 2023   | Gabriela Dabrowski Erin Routliffe     | Coco Gauff Jessica Pegula             | 7-62, 6-3        | 1 h 25 min |
| 31 octobre 2023   | Laura Siegemund Vera Zvonareva        | Barbora Krejčíková Kateřina Siniaková | 6-3, 66-7, 10-5  | 2 h 7 min  |
| 1er novembre 2023 | Gabriela Dabrowski Erin Routliffe     | Laura Siegemund Vera Zvonareva        | 6-4, 6-2         | 1 h 28 min |
| 1er novembre 2023 | Barbora Krejčíková Kateřina Siniaková | Coco Gauff Jessica Pegula             | 3-6, 7-5, 10-6   | 1 h 48 min |
| 3 novembre 2023   | Gabriela Dabrowski Erin Routliffe     | Barbora Krejčíková Kateřina Siniaková | 6-4, 7-5         | 1 h 35 min |
| 5 novembre 2023   | Laura Siegemund Vera Zvonareva        | Coco Gauff Jessica Pegula             | 3-6, 6-4, [10-8] | 1 h 39 min |

#### Classement
| Rang poule | Classement WTA Race | Équipe                                | Match(s) G-P | Set(s) G-P | Jeux G-P |
| ---------- | ------------------- | ------------------------------------- | ------------ | ---------- | -------- |
| 1          | 7                   | Gabriela Dabrowski Erin Routliffe     | 3-0          | 6-0 (100%) | 38-24    |
| 2          | 6                   | Laura Siegemund Vera Zvonareva        | 2-1          | 4-4 (50%)  | 29-32    |
| 3          | 4                   | Barbora Krejčíková Kateřina Siniaková | 1-2          | 3-5 (38%)  | 30-37    |
| 4          | 1                   | Coco Gauff Jessica Pegula             | 0-3          | 2-6 (25%)  | 30-34    |

### Groupe Maya Ka'an
- Storm Hunter
 Elise Mertens (no 2)
- Shuko Aoyama
 Ena Shibahara (no 3)
- Desirae Krawczyk
 Demi Schuurs (no 5)
- Nicole Melichar-Martinez
 Ellen Perez (no 8)

#### Résultats
| Date            | Vainqueur                            | Adversaire                           | Score            | Durée      |
| --------------- | ------------------------------------ | ------------------------------------ | ---------------- | ---------- |
| 29 octobre 2023 | Shuko Aoyama Ena Shibahara           | Desirae Krawczyk Demi Schuurs        | 7-5, 6-2         | 1 h 36 min |
| 30 octobre 2023 | Storm Hunter Elise Mertens           | Shuko Aoyama Ena Shibahara           | 6-4, 6-2         | 1 h 16 min |
| 31 octobre 2023 | Storm Hunter Elise Mertens           | Nicole Melichar-Martinez Ellen Perez | 7-5, 6-4         | 1 h 32 min |
| 2 novembre 2023 | Nicole Melichar-Martinez Ellen Perez | Shuko Aoyama Ena Shibahara           | 4-6, 6-2, [10-6] | 1 h 36 min |
| 2 novembre 2023 | Storm Hunter Elise Mertens           | Desirae Krawczyk Demi Schuurs        | 6-2, 6-3         | 1 h 15 min |
| 3 novembre 2023 | Nicole Melichar-Martinez Ellen Perez | Desirae Krawczyk Demi Schuurs        | 6-2, 7-5         | 1 h 25 min |

#### Classement
| Rang poule | Classement WTA Race | Équipe                               | Match(s) G-P | Set(s) G-P | Jeux G-P |
| ---------- | ------------------- | ------------------------------------ | ------------ | ---------- | -------- |
| 1          | 2                   | Storm Hunter Elise Mertens           | 3-0          | 6-0 (100%) | 37-20    |
| 2          | 8                   | Nicole Melichar-Martinez Ellen Perez | 2-1          | 4-3 (57%)  | 33-28    |
| 3          | 3                   | Shuko Aoyama Ena Shibahara           | 1-2          | 3-4 (43%)  | 27-30    |
| 4          | 5                   | Desirae Krawczyk Demi Schuurs        | 0-3          | 0-6 (0%)   | 19-38    |

### Tableau final
|  |                                      |                 |            |            |            |                                      |     |                                |        |        |        |        |
|  | 1/2 finale                           | 1/2 finale      | 1/2 finale | 1/2 finale | 1/2 finale |                                      |     | Finale                         | Finale | Finale | Finale | Finale |
|  | 5 novembre 2023                      | 5 novembre 2023 | 1 h 37 min | 1 h 37 min | 1 h 37 min |                                      |     |                                |        |        |        |        |
|  | 5 novembre 2023                      | 5 novembre 2023 | 1 h 37 min | 1 h 37 min | 1 h 37 min |                                      |     |                                |        |        |        |        |
|  | Gabriela Dabrowski Erin Routliffe    | (7)             | 1          | 7          | 6          |                                      |     |                                |        |        |        |        |
|  | Gabriela Dabrowski Erin Routliffe    | (7)             | 1          | 7          | 6          | 6 novembre 2023                      |     |                                |        |        |        |        |
|  | Nicole Melichar-Martinez Ellen Perez | (8)             | 6          | 61         | 10         |                                      |     |                                |        |        |        |        |
|  | Nicole Melichar-Martinez Ellen Perez | (8)             | 6          | 61         | 10         | Nicole Melichar-Martinez Ellen Perez | (8) | 4                              | 4      |        |        |        |
|  | 5 novembre 2023                      | 5 novembre 2023 | 1 h 27 min | 1 h 27 min | 1 h 27 min | Nicole Melichar-Martinez Ellen Perez | (8) | 4                              | 4      |        |        |        |
|  | 5 novembre 2023                      | 5 novembre 2023 | 1 h 27 min | 1 h 27 min | 1 h 27 min |                                      |     | Laura Siegemund Vera Zvonareva | (6)    | 6      | 6      |        |
|  | Laura Siegemund Vera Zvonareva       | (6)             | 3          | 6          | 10         |                                      |     | Laura Siegemund Vera Zvonareva | (6)    | 6      | 6      |        |
|  | Laura Siegemund Vera Zvonareva       | (6)             | 3          | 6          | 10         |                                      |     |                                |        |        |        |        |
|  | Storm Hunter Elise Mertens           | (2)             | 6          | 3          | 5          |                                      |     |                                |        |        |        |        |
|  | Storm Hunter Elise Mertens           | (2)             | 6          | 3          | 5          |                                      |     |                                |        |        |        |        |